# Rustam Chudžamov
Rustam Machmudkulovyč Chudžamov (in ucraino Рустам Махмудкулович Худжамов?, traslitterazione anglosassone: Rustam Mahmudkulovych Khudzhamov; Skvyra, 5 ottobre 1982) è un allenatore di calcio ed ex calciatore ucraino, di ruolo portiere, preparatore dei portieri della nazionale ucraina.

## Palmarès

### Club

#### Competizioni nazionali
- Campionato ucraino: 2

Šachtar: 2009-2010, 2010-2011
- Supercoppa d'Ucraina: 3

Šachtar: 2008, 2010, 2014
- Perša Liha: 1

Mariupol': 2016-2017

#### Competizioni internazionali
- Coppa UEFA: 1

Šachtar: 2008-2009